# Angela Kindling
Angela Kindling est une coureuse cycliste allemande, elle remporte en 1989 une étape du Tour d'Italie.

## Biographie
Angela Kindling remporte le maillot de la meilleure jeune du Tour d'Italie 1988.
En 1989, elle participe aux championnat du monde féminin de cyclisme contre-la-montre par équipes, l'Allemagne de l'Est termine 12e.
Elle remporte la 7e étape du Tour d'Italie 1989 devant la suédoise Helena Norrman et l'italienne Monica Bandini.

## Palmarès sur route

### Par années
- 1987
  - 3e du championnat d'Allemagne de l'Est sur route
- 1988
  -  Championne d'Allemagne de l'Est sur route
  - 4e étape de Družba Žen
  - 2e étape du Tour de l'Aude (contre-la-montre)
  - 3e de Družba Žen
  - 6e du Tour d'Italie
- 1989
  - 7e étape du Tour d'Italie
  - 2e du championnat d'Allemagne de l'Est sur route
  - 3e du Tour de Thuringe

### Résultats sur les grands tours

#### Tour d'Italie
2 participations :
- 1988 : 6e et vainqueure de la 7e étape
- 1989 : 13e

## Palmarès sur piste
- 1990
  -  Championne d'Allemagne de l'Est de la course aux points